# San Fernando del Valle de Catamarca
San Fernando del Valle de Catamarca (i daglig tale blot Catamarca) er en by og hovedstad i den agentinske provins Catamarca. Byen har omtrent 159.139 (2010) indbyggere. Landbrug er det vigtigste erhverv i Catamarca.

## Historie
Spaniere etablerede den første bosættelse i 1558; den fik navnet Londres. Den første permanente bosættele skete imidlertid først i 1683.